# Collegio uninominale Emilia-Romagna - 09 (2020)
Il collegio elettorale uninominale Emilia-Romagna - 09 è un collegio elettorale uninominale della Repubblica Italiana per l'elezione della Camera dei deputati.

## Territorio
Come previsto dalla legge n. 51 del 27 maggio 2019, il collegio è stato definito tramite decreto legislativo all'interno della circoscrizione Emilia-Romagna.
È formato dal territorio dell'intera provincia di Ferrara (21 comuni).
Il collegio è parte del collegio plurinominale Emilia-Romagna - 03.

## Eletti
| Elezione | Elezione | Deputato       | Partito           |
| -------- | -------- | -------------- | ----------------- |
|          | 2022     | Mauro Malaguti | Fratelli d'Italia |

## Dati elettorali

### XIX legislatura
Come previsto dalla legge elettorale, 147 deputati sono eletti con sistema a maggioranza relativa in altrettanti collegi uninominali a turno unico.
| Candidati                                 | Candidati                | Voti    | %     | Liste                                                | Voti    | %     |
| ----------------------------------------- | ------------------------ | ------- | ----- | ---------------------------------------------------- | ------- | ----- |
|                                           | Mauro Malaguti ✔️ Eletto | 85 861  | 47,73 | Fratelli d'Italia                                    | 54 501  | 30,30 |
| Lega per Salvini Premier                  | Mauro Malaguti ✔️ Eletto | 85 861  | 47,73 | 18 635                                               | 10,36   |       |
| Forza Italia                              | Mauro Malaguti ✔️ Eletto | 85 861  | 47,73 | 11 646                                               | 6,47    |       |
| Noi moderati/Lupi - Toti - Brugnaro - UDC | Mauro Malaguti ✔️ Eletto | 85 861  | 47,73 | 1 079                                                | 0,60    |       |
|                                           | Paola Boldrini           | 54 744  | 30,43 | Partito Democratico-IDP                              | 42 764  | 23,77 |
| Alleanza Verdi e Sinistra                 | Paola Boldrini           | 54 744  | 30,43 | 6 288                                                | 3,50    |       |
| +Europa                                   | Paola Boldrini           | 54 744  | 30,43 | 5 059                                                | 2,81    |       |
| Impegno Civico - Centro Democratico       | Paola Boldrini           | 54 744  | 30,43 | 653                                                  | 0,36    |       |
|                                           | Andrea Zerbini           | 15 324  | 8,52  | Movimento 5 Stelle                                   | 15 324  | 8,52  |
|                                           | Francesco Badia          | 12 716  | 7,07  | Azione - Italia Viva - Calenda                       | 12 716  | 7,07  |
|                                           | Caterina Barboni         | 3 745   | 2,08  | Italexit                                             | 3 745   | 2,08  |
|                                           | Aurelio Zenzaro          | 2 226   | 1,24  | Italia Sovrana e Popolare                            | 2 226   | 1,24  |
|                                           | Stefania Soriani         | 1 807   | 1,00  | Unione Popolare                                      | 1 807   | 1,00  |
|                                           | Costanza Re              | 1 747   | 0,97  | Vita                                                 | 1 747   | 0,97  |
|                                           | Immacolata D'Alessandro  | 1 426   | 0,79  | Partito Animalista Italiano – UCDL – 10 Volte Meglio | 1 426   | 0,79  |
|                                           | Francesca Castellana     | 172     | 0,10  | Sud chiama Nord                                      | 172     | 0,10  |
|                                           | Zahid Iqbal              | 132     | 0,07  | Noi di Centro – Europeisti                           | 132     | 0,07  |
| Totale                                    | Totale                   | 179 900 | 100   |                                                      | 179 900 | 100   |
|                                           |                          |         |       |                                                      |         |       |
| Schede bianche                            | Schede bianche           | 2 658   | 1,42  |                                                      |         |       |
| Schede nulle                              | Schede nulle             | 5 249   | 2,79  |                                                      |         |       |
| Votanti                                   | Votanti                  | 187 807 | 70,06 |                                                      |         |       |
| Elettori                                  | Elettori                 | 268 077 |       |                                                      |         |       |